# Lac Regnault
Pour les articles homonymes, voir Regnault.
Le lac Regnault est plan d’eau douce du bassin versant de la rivière Broadback, situé dans Eeyou Istchee Baie-James (municipalité), dans la région administrative du Nord-du-Québec, dans la province de Québec, au Canada. Ce lac constitue l’un des principaux plans d’eau de tête de la rivière Broadback.
Ce plan d’eau fait partie de la réserve faunique Assinica. Les zones environnantes sont propices à la chasse et à la pêche.
La foresterie constitue la principale activité économique du secteur ; les activités récréotouristiques en second.
Le bassin versant du lac Regnault est desservi par quelques routes forestières pour la foresterie et les activités récréotouristiques. Ces routes se connectent du côté Est à une route principale menant vers le Sud à Chibougamau ; cette route enjambant le détroit entre la partie principale du lac Regnault et la baie Moléon (située au Sud-Ouest). Une autre route remontant vers le Nord passe entre le lac Assinica et le baie Moléon du lac Frotet.
La surface du lac Regnault est habituellement gelée de la fin octobre au début mai, toutefois la circulation sécuritaire sur la glace se fait généralement de la mi-novembre à la fin d'avril.

## Géographie
Les principaux bassins versants voisins du lac Regnault sont :
- côté nord : lac Frotet, lac Châtillon (rivière Châtillon), rivière Châtillon, lac Troilus, lac Avranches, lac Canotaicane, lac de l'Hirondelle (rivière Natastan), rivière Rupert, rivière Natastan ;
- côté est : lac Oudiette, lac Dompierre, lac Domergue, lac De Maurès, rivière De Maurès, lac Savignac, lac Artaud, lac Armagnac, lac Saint-Urcisse, rivière Saint-Urcisse, lac Mistassini ;
- côté sud : lac Oudiette, lac Opataca, lac Cachisca, lac Samuel-Bédard, lac Lemieux (rivière Brock Nord), rivière Brock Nord, rivière Brock (rivière Chibougamau) ;
- côté ouest : baie Moléon, lac Assinica, rivière Assinica, rivière Broadback, ruisseau Lucky Strike.

Situé à l’Ouest du lac Mistassini, le lac Regnault comporte une superficie de 15,18 km2. Ce lac comporte une longueur de 19,7 km, une largeur maximale de 2,8 km et une altitude de 378 m.
La présence d'eskers sur sa rive ouest du lac a été répertoriée. Fait en longueur, ce lac comporte trois grandes parties :
- baie du Sud, s’étirant sur une longueur de 7,3 km vers le Sud-Ouest, ressemblant à une cuillère dont le manche court est le détroit reliant la partie principale du lac. Cette baie est alimentée par huit décharges de ruisseaux ;
- partie principale, s’étirant vers le Nord-Est sur 10,7 km. Note : Elle comporte une baie secondaire s’étirant sur 2,3 km vers le Nord-Est ; une deuxième baie secondaire s’étirant sur 1,9 km vers l’Est, formé par une presqu'île s'étirant vers l’Ouest sur 1,7 km ; une troisième baie secondaire s’étirant sur 0,6 km vers le Sud sur la rive Sud-Est. Le courant rejoint la baie du Nord par un détroit d’une centaine de mètres de largeur sur la rive Nord-Ouest, formé par une presqu’île s’étirant vers le Sud sur 2,6 km ;
- baie du Nord, s’étirant sur 4,4 km, comportant une baie secondaire s’étirant sur 0,5 km vers l’Ouest.

L’embouchure du lac Regnault est localisée au fond d’une baie du Nord du lac, soit à :
- 19,2 km au Sud-Ouest de l’embouchure du lac Frotet ;
- 54,6 km à l’Ouest du lac Mistassini ;
- 95,7 km au Sud-Ouest de l’embouchure du lac Mistassini qui constitue la tête de la rivière Rupert ;
- 68,9 km au Nord-Ouest du centre du village de Mistissini (municipalité de village cri) ;
- 83,1 km au Nord du centre-ville de Chibougamau ;
- 152,7 km à l’Est de l’embouchure du lac Evans ;
- 301 km à l’Est de la confluence de la rivière Broadback et de la baie de Rupert[1].

## Toponymie
Jadis, ce plan d’eau était désigné « lac Eight ». Le toponyme « lac Regnault » a été officialisé le 13 août 1945 par la Commission de géographie du Québec en hommage au comte de Regnault de la ville de Rouen, capitaine de l'un des trois navires placés, par la Compagnie des Cent-Associés, sous le commandement de l'amiral Claude de Roquemont (1628).
Le toponyme "lac Regnault" a été officialisé le 5 décembre 1968 par
la Commission de toponymie du Québec.